# Мatičnе ćelijе u lečenju starosne makularne degeneracije
 Мatičnе ćelijе u lečenjе starosne makularne degeneracije jedna je od najnovijih metoda, u istraživanju, u regenerativnoj medicini i oftalmologiji. Metoda je u stanju, prema prvim rezultatima objavljenih studija, da kreira mrežnjaču uz pomoć ćelija izvedenih iz ljudskih indukovanih pluripotentnih matičnih ćelija (hiPS) koje imitiraju ćelije oka koje odumiru i uzrokuju makularno oštećenje i gubitak vida. 

## Istorija dosadašnjih istraživanja
Istraživači sa medicinskog centra Džordžtaun Univerziteta pokazali su po prvi put mogućnost kreiranja mrežnjače ćelijama izvedenih iz ljudskih indukovanih pluripotentnih matičnih ćelija (hiPS) koje imitiraju ćelije oka koje odumiru i uzrokuju gubitak vida. Time su oni pokazali da je kritični korak u regenerativnoj medicini za starosnu makularnu degeneraciju u velikoj meri uznapredovao. Prema navodima vodećeg autora navedenih istraživanja, Nadi Golestaneh iz medicinskog centra Džordžtaun Univerziteta, Odeljenja za biohemiju i molekularnu & ćelijsku biologiju.
Ovo je prvi put da su hiPS – ćelije pigmentnog epitela mrežnjače stvorene sa obeležjima i funkcijom ćelija pigmentnog epitela mrežnjače u oku. To zvuči veoma ohrabrujuće kandidatima za terapiju regeneracije mrežnjače u slučaju starosne makularne degeneracije
 Imajući u vidu da su istraživači identifikovali neke probleme koji treba prevazići, pre nego što ove ćelije budu spremne za transplantaciju,  generalno, ovo je bio prvi i ogroman korak napred u oblasti regenerativne medicine.
Sledeći korak u ovom istraživanju je fokusiranje na „sigurnu” generaciju, kao i održavanje napravljenih hiPS somatskih ćelija.

Prema podacima objavljenim marta meseca 2018. godine u časopisu Nature Biotechnology, doktori u Velikoj Britaniji su napravili važan korak u pravcu tretiranja uobičajenog oblika slepila - starosne makularne degeneracije. Douglas Waters iz Croydon-a, u Londonu, bio je jedan od 2 osobe koji su primili lečenje u očnoj bolnici Moorfields. >Evo izjave pacijenta 
U mesecima pre operacije moj pogled je bio stvarno siromašan jer nisam mogao ništa da vidim na svom desnom  oku. Borio sam se da vidim stvari jasno, čak i kada se oči zatvaraju...Nakon operacije, moj vid se poboljšao do tačke gde sada mogu da čitam novine i pomažem svojoj ženi u bašti.
 Pionirski tretman uključivao je implantaciju indukovanog patcha retinalnog pigmenta iz epitelnih ćelija, ispod mrežnjače, kako bi one  zamenile one koje su oštećene. Iako su u u ovoj studiji to bila samo vrlo rana klinička ispitivanja, rezultati su pozitivni i pokazuju da se tehnologija kreće uz pravom smeru.

## Opšta razmatranja
Starosna makularna degeneracija (skračeno SMD) je vodeći uzrok oštećenja vida i slepila širom sveta, jer postepeno uništava centralni vid koji je neophodan da bi objekte videli jasno (oštro) i uspešno obavljali uobičajene svakodnevne poslove kao što su čitanje, rad na preciznim uređajima i vožnja. Bolest napreduje odumiranjem pigmentnog središnjeg dela epitela mrežnjače (RPE), sloja tamne boje i rezultuje pojavom slepila.
Postoje dva različita oblika, artrofični i eksudativni: 
- Atrofična makularna degeneracija (suvi oblik) — koja se često naziva zemljopisnom atrofijom, postoji nepravilna pigmentacija makularnog područja, ali nema izdignutog ožiljka, krvarenja ni eksudacije u području makule.
- Eksudativna makularna degeneracija (vlažni ili neovaskularni oblik) — koja je puno ređa, i stvara je subretinalna mreža korioidne neovaskularizacije. Ta je mreža često povezana s hiperpigmentacijom makule i mekanim druzama. Žarišno izdignuće makularnog područja ili odljuštenje pigmentnog epitela može biti uzrok krvarenja ili nakupljanja tečnosti. Konačno, ova mreža krvnih sudova ostavlja izdignuti ožiljak na zadnjem polu.

Bolest može da se javi kao vlažni i oblik AMD — kada se ispod makule formiraju abnormalni krvni sudovi - deo mrežnjače koji omogućava detaljan, centralni vid - i ošteti njegove ćelije. Vlažni oblik AMD je ozbiljnija od suvog AMD-a, što je najčešće i uzrokovano oštećenjem ćelija u makuli depozitom masnih proteina.
Trenutno starosna makularna degeneracija utječe na vid više od 600.000 ljudi samu u Velikoj Britaniji, uz previđanja i očekivanja da će broj obolelih da poraste još više sa starenjem stanovništva. Devedeset posto slepoće izazvano je suvim oblikom MD, dok se u 10% slučajeva razvija eksudativni oblik MD.
Dok neki tretmani mogu donekle usporiti progresiju degeneraciju makule, lek do danas ne postoji. Međutim nada za ove bolesnike je nastala nako otkrića ljudskih indukovanih pluripotentnih matičnih ćelija (hiPS). Time je otvoren novi put za lečenje degenerativnih bolesti, kao što je starosna makularna degeneracija, pomoću ličnih matičnih ćelija pacijenta za stvaranje tkiva i ćelija za transplantaciju.
Naime korišćenje laboratorijski stvorenih matičnih ćelija, može se formirati pigmentni epitel mrežnjače od hiPS ćelija pod određenim uslovima. Tako preme prvim saznanjima, ovo tkivo ima slične karakteristike kao prirodno pigmentno epitelo tkivo mrežnjače oka. Prema objašnjavanju istreaživača hiPS derivirane RPE ćelije pokazuju brzo skraćivanje telomera, DNA hromozomska oštećenja i povećanu ekspresiju p21 koja obustavlja rast ćelija. Razlog tome bi mogao da bude s obzirom na slučajne integracije virusa u genom fibroblasta kože tokom reprogramiranja iPS ćelija. Stoga, generacija bezvirusnih iPS ćelija i njihova diferencijacija u RPE će biti korak u pravcu implementacije ovih ćelija u kliničkoj primeni.

## Literatura
- Atala,  A.  Human  embryonic  stem  cells:  early  hints  on  safety  and  efﬁcacy. Lancet 379, 689–690  (2012).
- Carr, A.J. et al. Development of human embryonic stem cell therapies for age-related macular degeneration.  Trends Neurosci. 36,  385–395  (2013).
- Nazari,  H.  et  al.  Stem  cell  based  therapies  for  age-related macular  degeneration: The promises  and  the  challenges. Prog.  Retin. Eye Res. 48,  1–39  (2015).
- Bharti,  K.  et  al.  Developing  cellular  therapies for  retinal  degenerative  diseases. Invest. Ophthalmol.  Vis.  Sci. 55,  1191–1202 (2014).
- Bhutto,  I.  &  Lutty,  G.  Understanding  age-related  macular  degeneration  (AMD): relationships  between  the  photoreceptor/retinal  pigment  epithelium/Bruch’s membrane/choriocapillaris complex.  Mol.  Aspects  Med. 33, 295–317  (2012).
- Rosenfeld, P.J. et al. Ranibizumab for neovascular age-related macular degeneration. N. Engl.  J.  Med. 355,  1419–1431 (2006).
- Muthiah,  M.N.  et  al.  Adaptive  optics  imaging  shows  rescue  of  macula  cone photoreceptors. Ophthalmology 121,  430–431.e3  (2014).
- Schwartz, S.D. et al. Human embryonic stem cell-derived retinal pigment epithelium in  patients  with  age-related  macular  degeneration  and  Stargardt’s  macular dystrophy: follow-up  of  two  open-label  phase 1/2  studies. Lancet 385, 509–516 (2015).
- Mandai,  M.  et al.  Autologous  induced  stem-cell-derived  retinal cells  for  macular degeneration. N.  Engl.  J.  Med. 376, 1038–1046  (2017).
- Vugler, A. et al. Elucidating the phenomenon of HESC-derived RPE: anatomy of cell genesis,  expansion  and  retinal  transplantation.  Exp.  Neurol. 214,  347–361 (2008).
- Haruta, M.  et al.  In vitro  and in  vivo characterization  of pigment  epithelial cells differentiated from primate embryonic stem  cells. Invest. Ophthalmol. Vis.  Sci. 45, 1020–1025 (2004)

## Spoljašnje veze
- Phase 1 clinical study of an embryonic stem cell-derived retinal pigment epithelium patch in age-related macular degeneration. da NIHR Biomedical Research Centre at Moorfields Eye Hospital NHS Foundation Trust, UCL . (језик: енглески)

|  | Molimo Vas, obratite pažnju na važno upozorenje u vezi sa temama iz oblasti medicine (zdravlja). |